# Переславская епархия
Пересла́вская епа́рхия — епархия Русской православной церкви, объединяющая приходы и монастыри в южной части Ярославской области (в пределах городского округа Переславль-Залесский, а также Большесельского, Борисоглебского, Мышкинского и Угличского районов). Входит в состав Ярославской митрополии.
Существовала с 1744 по 1788 годы. Возрождена 24 декабря 2015 года решением Священного синода.
Правящему архиерею Синод постановил иметь титул «Переславский и Угличский».
Кафедральные соборы — Владимирский в Переславле и Спасо-Преображенский в Угличе.

## История
Официально причины, побудившие к учреждению Переславской епархии, были изъяснены в указе Святейшего синода от 18 июля 1744 года.

Московской епархии в разных и дальних от Москвы разстояний городех и уездех состоит церквей более пяти тысяч, монастырей более двух сот, которых единому архиерею (ведати?) весьма невозможно, от чего размножается раскол и в делах челобитчиков, тако-ж производимых во священство и в церковный причет, волокита и многое продолжение чинитца, а тоя московской иерархии в некоторых городех напредь сего епископы были; чего для по разсуждению св. Синода для лучшаго церквей святых правления между прочим учредить епископа в Переславль-Залесском и писатца Переславским и Дмитровским, и к нему, к Переславлю-Залесскому, приписать городы — Александрову слободу, Дмитров, Можайск со Гжатью, Верею, Волоколамск, Рузу, в оных городех с уезды шесть сот пять церквей, мужских монастырей пятнадцать, девичьих десять.

Территория новой епархии представляла собой узкую и протяженную полосу к северу и западу от Москвы, периферийные земли которой, например, Гжатск, были более чем в 300 км пути от епархиального центра, что не могло способствовать «лучшему церквей святых правлению». Всего епархия объединяла 605 приходов. Архиерейская кафедра располагалась в бывшем Успенском Горицком монастыре, который в документах того времени стал называться «кафедральным». Правящим архиереем был назначен пользовавшийся расположением императрицы Елизаветы Петровны 40-летний Арсений (Могилянский), всего за три года до этого принявший монашеский постриг, а в январе 1744 г. назначенный архимандритом Троице-Сергиевой лавры. Помимо титула архиепископа (минуя епископский) новый архиерей получил от императрицы бриллиантовые крест и панагию, а также членство в Святейшем синоде, заседания которого проходили в далеком от епархии Санкт-Петербурге. Уже через два года в епархии было учреждено Можайское и Волоколамское викариатство, которое возглавил еще один выходец из Киева Серапион (Лятошевич), причем его кафедра находилась не в Можайске, а также в Переславле-Залесском. В 1752 г. после временного ухода Арсения на покой он возглавил епархию, в следующем 1753 году им была открыта Переславская духовная семинария, располагавшаяся в Даниловом монастыре, однако почти сразу после этого Серапион был перемещен в Вологду, а на его место назначен уже бывший членом Святейшего Синода Амвросий (Зертис-Каменский). Он был правящим архиереем до 1761 г., когда передал управление епархией своему воспитаннику и крестнику императрицы Елизаветы Петровны 36-летнему Сильвестру (Страгородскому), незадолго до этого вызванному им из Санкт-Петербурга. В 1764 г. от епархии отошли западные земли с Можайском, ставшие частью Крутицкой епархии Амвросия. После его назначения митрополитом Московским в 1768 г. Сильвестр перешел на ставшую вакантной Крутицкую кафедру, а епископом Переславским стал архимандрит Заиконоспасского монастыря в Москве Геннадий (Кратинский), спустя пять лет умерший еще очень молодым человеком. Его преемник 36-летний Антоний (Румовский) до назначения епископом был преподавателем в Санкт-Петербурге и Москве, опыта церковного управления не имел и провел на кафедре только два года. На его место был назначен деятельный 38-летний настоятель Донского монастыря Феофилакт (Горский), который большое внимание уделял состоянию храмов епархии и служащего духовенства, часто объезжал приходы, стремился улучшить духовное образование.
После губернской реформы Екатерины II началось приведение епархиального деления страны к новому административно-территориальному, поскольку церковные структуры были частью общего государственного аппарата Российской империи. Территория Переславской епархии оказалась в трех разных наместничествах: Московском, Владимирском и Смоленском. В 1788 году по переведении епископа Феофилакта (Горского) в Коломну Переславская епархия и бывшая при ней духовная консистория указом императрицы Екатерины II упразднены, а город Переславль причислен к Суздальской епархии, центром которой вскоре стал губернский город Владимир.
6 апреля 1902 года императорским указом начальник Российской духовной миссии в Пекине архимандрит Иннокентий (Фигуровский) получал сан епископа с присвоением наименования «Переславский», в соответствии с наименованием первого епископа, назначенного в Китай ещё в 1721 году.
24 декабря 2015 года решением Священного синода епархия была возрождена, будучи выделенной из состава Ярославской и Рыбинской епархий со включением в состав Ярославской митрополии.

## Епископы
Переславская епархия
- Иннокентий (Кульчицкий) (5 марта 1721 — 15 января 1727) титулярный
- Арсений (Могилянский) (25 июля 1744 — 26 июня 1752)
- Серапион (Латошевич) (28 февраля — 29 октября 1753)
- Амвросий (Зертис-Каменский) (7 ноября 1753 — 7 марта 1761)
- Сильвестр (Страгородский) (9 января 1762 — 4 февраля 1768)
- Геннадий (Кратинский) (13 апреля 1768 — 10 августа 1773)
- Антоний (Румовский) (2 февраля 1774 — 19 сентября 1776)
- Феофилакт (Горский) (19 сентября 1776 — 28 мая 1788)

Переславль-Залесское викариатство Владимирской епархии
- Иннокентий (Фигуровский) (3 июня 1902 — апрель 1918) титулярный
- Дамиан (Воскресенский) (12 мая 1918 — 8 мая 1927)
- Леонид (Антощенко) (26 июня 1927 — ноябрь 1932)

Переславль-Залесское викариатство Ярославской епархии
- Анатолий (Аксёнов) (15 февраля — 28 декабря 1998)

Переславская епархия
- Феодор (Казанов) (27 декабря 2015 — 28 декабря 2018)
- Феоктист (Игумнов) (с 28 декабря 2018 года)

## Благочиния
- Большесельское благочиние — протоиерей Сергий Сабадаш
- Борисоглебское благочиние — протоиерей Сергий Васильев
- Ильинское благочиние — священник Владимир Рыжков
- Мышкинское благочиние — протоиерей Александр Иванов
- Переславское благочиние — протоиерей Александр Передернин
- Плещеевское благочиние — священник Илия Лунгу
- Угличское благочиние — игумен Николай (Шишкин)[5]

## Монастыри
мужские
- Троицкий Данилов монастырь в Переславле-Залесском
- Никитский монастырь в Переславле-Залесском
- Воскресенский монастырь в Угличе
- Борисоглебский монастырь в Борисоглебском

женские
- Никольский монастырь в Переславле-Залесском
- Феодоровский монастырь в Переславле-Залесском
- Николо-Сольбинский монастырь в Сольбе
- Алексеевский монастырь в Угличе
- Богоявленский монастырь в Угличе

бывшие
- Паисиев Покровский монастырь (затоплен)